# فوکر دی.۱۰
فوکر دی. ۱۰ (انگلیسی: Fokker D.X) یک هواپیمای ساخت فوکر است.